# Holocentropus echinatus
Holocentropus echinatus is een fossiele soort schietmot uit de familie Polycentropodidae.